# Skate cross ai World Skate Games
Lo skate cross è inserito nel programma dei World Skate Games dalla terza edizione che si è svolta nel 2022.

## Edizioni
| Giochi | Anno | Sede         | Gare |
| ------ | ---- | ------------ | ---- |
| III    | 2022 | Buenos Aires | 4    |
| IV     | 2024 | Roma         | 6    |

## Medagliere complessivo
Aggiornato alla quarta edizione
| Posiz. | Nazione   | Oro | Argento | Bronzo | Totale |
| ------ | --------- | --- | ------- | ------ | ------ |
| 1      | Francia   | 5   | 5       | 3      | 13     |
| 2      | Italia    | 5   | 4       | 2      | 11     |
| 3      | Messico   | 0   | 1       | 3      | 4      |
| 4      | Cile      | 0   | 0       | 1      | 1      |
| 4      | Argentina | 0   | 0       | 1      | 1      |
| Totale | Totale    | 10  | 10      | 10     | 30     |